# 800 TCN
800 TCN là một năm trong lịch La Mã.